# Sumatryptan
Sumatryptan – organiczny związek chemiczny z grupy tryptamin zawierający ugrupowanie sulfonamidowe. Stosowany jako lek przy napadach migreny i w leczeniu klasterowego bólu głowy.
Dostępny w formie tabletek, czopków doodbytniczych, roztworów do iniekcji oraz inhalatorów do nosa.
Sumatryptan jest wybiórczym agonistą receptorów 5-HT1D oraz 5-HT1B, których aktywacja powoduje spadek syntezy i uwalniania serotoniny. Przyłączenie sumatrypanu do tych receptorów powoduje spadek aktywności cyklazy adenylowej (poprzez akcję białek G) oraz wzrost wewnątrzkomórkowego poziomu jonów wapnia, oprócz innych procesów. Efektem końcowym jest skurcz zewnątrz- i wewnątrzczaszkowych naczyń mózgowych, inhibicja nerwu czuciowego oraz uwolnienie peptydów wazoaktywnych. Jak się uważa, w napadzie migreny naczynia te ulegają rozszerzeniu i przeciwdziałanie temu powoduje jego przerwanie. Sumatryptan nie ma wpływu na mózgowy przepływ krwi.
Lek dostępny wyłącznie na receptę. Preparaty handlowe w Polsce to Cinie, Frimig, Imigran, Sumamigren, Sumigra, Triptagram, ApoMigra.